# Campionati norvegesi di sci alpino 1970
I Campionati norvegesi di sci alpino 1970 si svolsero a Oppdal tra il 6 e l'8 marzo; furono assegnati i titoli di discesa libera, slalom gigante, slalom speciale e combinata, sia maschili sia femminili.

## Risultati

### Uomini

#### Discesa libera
| Pos. | Atleta             | Nazione  |
| ---- | ------------------ | -------- |
| 1    | Jon Terje Øverland | Norvegia |
| 2    | Erik Håker         | Norvegia |
| 3    | Hans Bjørge        | Norvegia |

Data: 6 marzo

#### Slalom gigante
| Pos. | Atleta             | Nazione  |
| ---- | ------------------ | -------- |
| 1    | Peik Christensen   | Norvegia |
| 2    | Egil Myrhaug       | Norvegia |
| 3    | Jon Terje Øverland | Norvegia |

Data: 8 marzo

#### Slalom speciale
| Pos. | Atleta             | Nazione  |
| ---- | ------------------ | -------- |
| 1    | Håkon Mjøen        | Norvegia |
| 2    | Erik Håker         | Norvegia |
| 3    | Jean Petter Østbye | Norvegia |

Data: 7 marzo

#### Combinata
| Pos. | Atleta             | Nazione  |
| ---- | ------------------ | -------- |
| 1    | Erik Håker         | Norvegia |
| 2    | Jon Terje Øverland | Norvegia |
| 3    | Håkon Mjøen        | Norvegia |

Data: 6-8 marzo

### Donne

#### Discesa libera
| Pos. | Atleta                | Nazione  |
| ---- | --------------------- | -------- |
| 1    | Karianne Christiansen | Norvegia |
| 2    | Anne Brusletto        | Norvegia |
| 3    | Kari Anne Ruud        | Norvegia |

Data: 6 marzo

#### Slalom gigante
| Pos. | Atleta                | Nazione  |
| ---- | --------------------- | -------- |
| 1    | Anne Brusletto        | Norvegia |
| 2    | Karianne Christiansen | Norvegia |
| 3    | Gyri Sørensen         | Norvegia |

Data: 8 marzo

#### Slalom speciale
| Pos. | Atleta                | Nazione  |
| ---- | --------------------- | -------- |
| 1    | Karianne Christiansen | Norvegia |
| 2    | Marit Ellen Brøste    | Norvegia |
| 3    | Anne Brusletto        | Norvegia |

Data: 7 marzo

#### Combinata
| Pos. | Atleta                | Nazione  |
| ---- | --------------------- | -------- |
| 1    | Karianne Christiansen | Norvegia |
| 2    | Anne Brusletto        | Norvegia |
| 3    | Marit Ellen Brøste    | Norvegia |

Data: 6-8 marzo